# Beautiful (пісня Кайлі Міноуг і Енріке Іглесіаса)

"Beautiful" -   пісня Кайлі Міноуг та  Енріке Іглесіаса. Увійшла до останніх альбомів виконавців. Як сингл випущена у промо-кампанії альбому Sex and Love.

## Тривалість
1. "Beautiful" – 3:25

## Чарти
| Chart (2014)     | Peak position |
| ---------------- | ------------- |
| Австралія (ARIA) | 47            |

## Історія релізів
| Країна        | Дата            | Формат               | Лейбл    |
| ------------- | --------------- | -------------------- | -------- |
| Австралія     | 14 березня 2014 | Цифрове завантаження | Republic |
| Нова Зеландія | 14 березня 2014 | Цифрове завантаження | Republic |